# Toots Hibbert

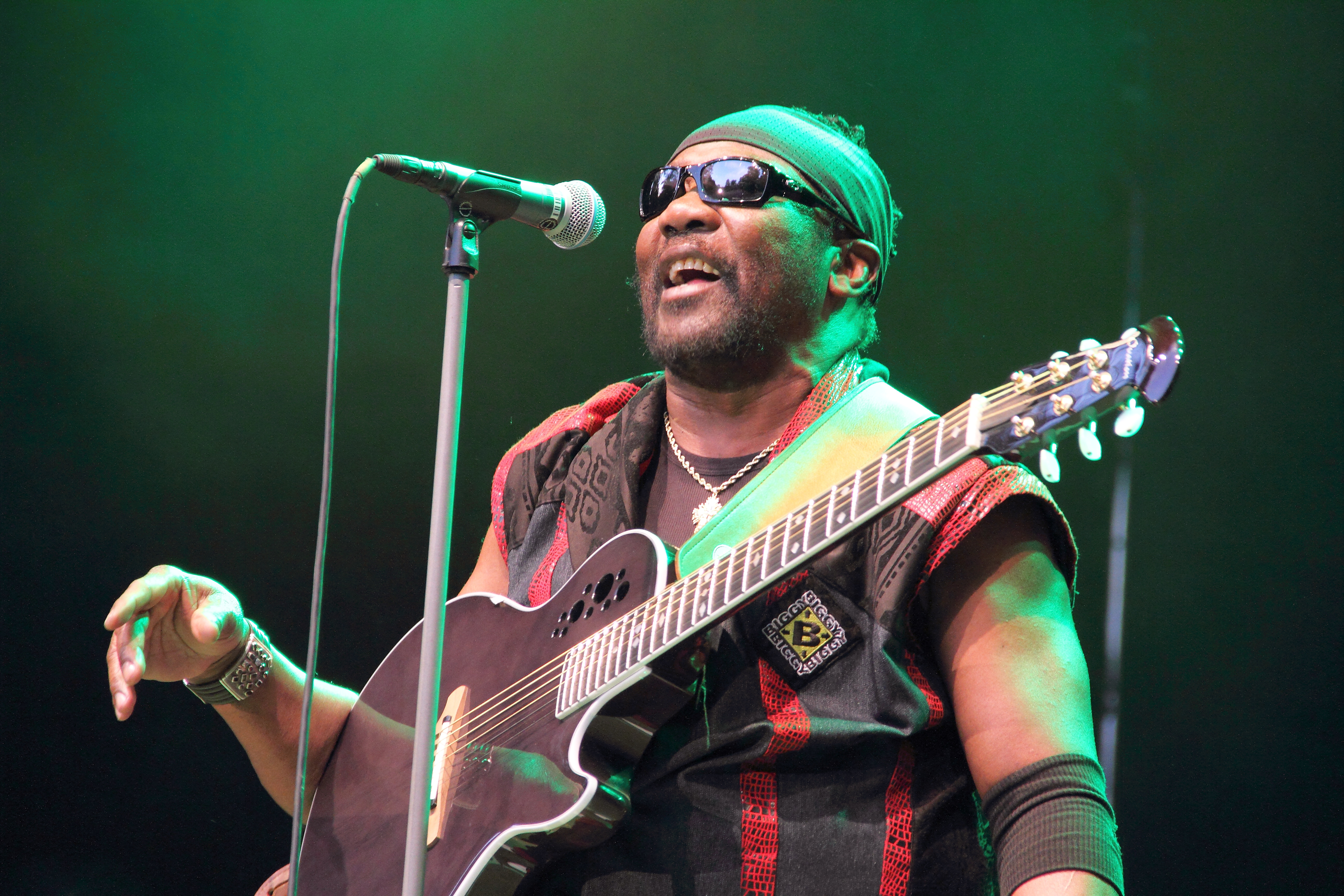
Toots & the Maytals auf dem Rudolstadt-Festival 2017

Frederick „Toots“ Hibbert (* 8. Dezember 1942 in May Pen, Clarendon Parish, Britisch-Jamaika als Frederick Nathaniel Hibbert; † 11. September 2020 in Kingston) war ein Ska- und Roots-Reggae-Sänger und Kopf der Band Toots & the Maytals.

## Leben

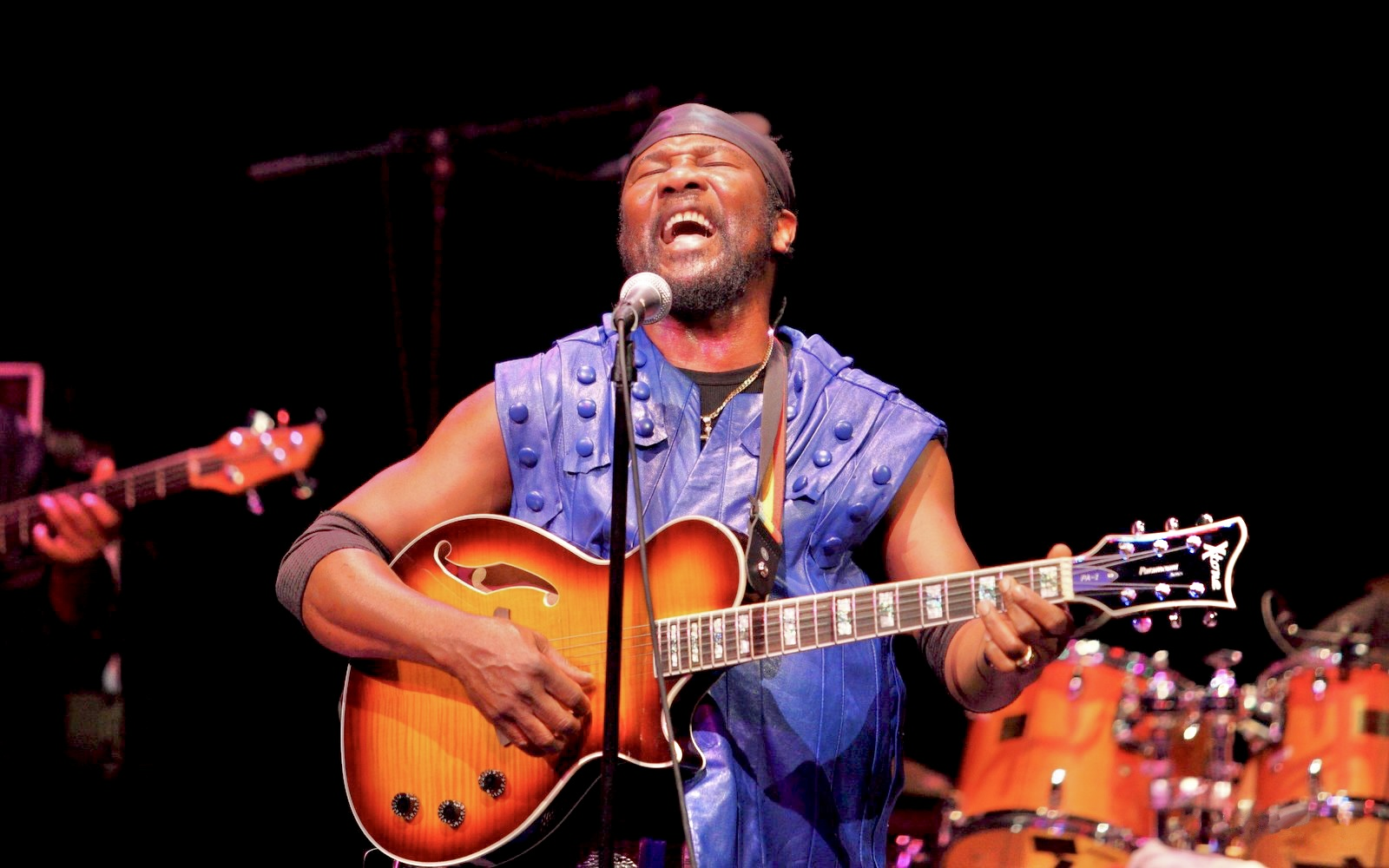
Toots Hibbert 2010

Toots Hibbert wuchs als jüngstes von sieben Geschwistern auf und erhielt seine musikalische Ausbildung durch das Singen von Gospels in einem Kirchenchor.
Als Teenager verließ er seinen Heimatort und zog in die Hauptstadt Kingston. Dort traf er auf Raleigh Gordon und Jerry Matthias und gründete mit ihnen die Maytals (auch als Toots & The Maytals bekannt). Die Gruppe wurde in den 1960er Jahren eines der populärsten Gesangsensembles Jamaikas und arbeitet mit berühmten Produzenten wie Coxsone Dodd, Prince Buster, Leslie Kong, Sonia Pottinger, Vincent Chin, Richard Khouri und Byron Lee. Im Jahr 1966 wurde Toots wegen Marihuana-Besitz festgenommen und zu 18 Monaten Gefängnishaft verurteilt. Nach seiner Haftentlassung veröffentlichte er den Song 54-46 That’s My Number (die Nummer, die er während seiner Inhaftierung trug) und landete damit einen Riesenhit.
Hibbert war einer der ersten Künstler, die das Wort „Reggae“ benutzten. Seine Single von 1968 Do The Reggay, ein früher Reggae-Song, gilt als erste Erwähnung des Worts auf Schallplatte.
Hibbert spielte auch in dem wegweisenden jamaikanischen Film The Harder They Come (1972) mit.
Zuletzt machte Hibbert mit seiner Band regelmäßig Tourneen um die ganze Welt.
Toots Hibbert starb am 11. September 2020 an den Folgen einer SARS-CoV-2-Infektion in Kingston.

## Auszeichnungen
- 2004 gewann er einen Grammy für das beste Reggae-Album.
- 2008 listete der Rolling Stone Hibbert auf Rang 71 der 100 größten Sänger aller Zeiten.[5]
- 2012 wurde er für seinen herausragenden Beitrag zur Entwicklung der jamaikanischen Populärmusik mit dem Order of Jamaica ausgezeichnet, dem vierthöchsten Orden des Landes.

## Filmografie
- The Harder They Come, Regie: Perry Henzell, Jamaika 1972.